# Lina Phoebe Monnard
Lina Phoebe Monnard (* 25. Februar 1906 in München; † 3. Juni 1986) in Göttingen war eine deutsche Schauspielerin.

## Leben
Phoebe Monnard stammte aus einer Schauspielerfamilie. Ihr Vater war der Berliner Hofschauspieler Heinrich Monnard (1873–1912), der 1903 die Münchener Hofschauspielerin Berta Damberger, geb. Gieseke (1876–1966) geheiratet hatte. Nach dem Zweiten Weltkrieg spielte Phoebe Monnard am Schauspiel Köln, von 1955 bis zu ihrem Tode war sie Mitglied des Ensembles des Deutschen Theaters Göttingen.

## Rollen (Auswahl)
- 1968: Henrik Ibsen: Hedda Gabler (Berte)
- 1978/79: Zofia Nałkowska: Landhaus mit Damen (Deutsche Erstaufführung, Originaltitel: „Dom Kobiet“)
- 1986: Paul Claudel: Der Seidene Schuh (Klosterfrau), Originaltitel „Le Soulier de satin“

## Filmografie (Auswahl)
- 1954: Was ihr wollt (William Shakespeare), TV-Produktion (Nordwestdeutscher Rundfunk)
- 1955: Reifende Jugend, Literaturverfilmung nach dem Bühnenstück "Die Reifeprüfung" von Max Dreyer
- 1959: Nick Knattertons Abenteuer (Untertitel: Der Raub der Gloria Nylon)
- 1960: Der letzte Fußgänger

## Hörspielrollen (Auswahl)
- 1950: Arnold H. Schwengeler: Der Stern von Bethlehem (Herodias), Produktion des DRS